# On Melancholy Hill
"On Melancholy Hill" és el segon senzill del tercer àlbum d'estudi del grup Gorillaz, Plastic Beach, publicat el 26 de juliol de 2010.
Albarn va compondre la cançó durant la producció del primer disc de The Good, the Bad & the Queen. La melodia i algunes parts de la lletra estan inspirades en la cançó dels Beatles "And Your Bird Can Sing".
El videoclip fou llançat el 15 de juny exclusivament per iTunes, però posteriorment també fou penjat al seu canal de YouTube. Dirigit per Hewlett, el videoclip mostra un vaixell transatlàntic que és atacat per dues avionetes. La Noodle és una de les passatgeres, i quan li expliquen el que passa, surt a fora amb un fusell per destruir les avionetes. Aconsegueix abatre-ne una però l'altra llança una bomba i enfonsa el vaixell. La Noodle pot sobreviure i es resguarda en una barca inflable. Mentrestant, al fons del mar, en Murdoc, en 2-D i la Noodle Cyborg viatgen en un submarí acompanyats per tota una flota de més petits submarins, entre els quals hi ha De La Soul, Snoop Dogg o Gruff Rhys. Després de travessar un eixam de meduses, en referència a la cançó "Superfast Jellyfish", surten a la superfície i quan s'aclareix la boira es pot entreveure la "Platja de Plàstic" (Plastic Beach).
No va aconseguir gaire ressò internacional a excepció de llistes específiques de música dance com per exemple al Regne Unit, on va arribar a la 13a posició.

## Llista de cançons
Senzill promocional CD
1. "On Melancholy Hill" (Edició ràdio UK) − 2:58
2. "On Melancholy Hill" (Versió àlbum) − 3:53
3. "On Melancholy Hill" (Instrumental) − 3:53

Senzill promocional CD − Remixes
1. "On Melancholy Hill" (Josh Wink Remix) − 5:04
2. "On Melancholy Hill" (Josh Wink Dub) − 7:41
3. "On Melancholy Hill" (The Japanese Popstars Remix) − 7:35
4. "On Melancholy Hill" (She Is Danger Remix) − 4:21
5. "On Melancholy Hill" (We Have Band Remix) − 5:14
6. "On Melancholy Hill" (Baby Monster Remix) − 4:01

Descàrrega digital
1. "On Melancholy Hill" (Versió àlbum) − 3:53
2. "On Melancholy Hill" (The Japanese Popstars Remix) − 7:35
3. "On Melancholy Hill" (She Is Danger Remix) − 4:21
4. "Stylo" (Labrinth SNES Remix featuring Tinie Tempah) − 4:12
5. "On Melancholy Hill" (Vídeo) − 4:21
6. "On Melancholy Hill" (Animatic) − 3:30
7. "Welcome to the World of the Plastic Beach" (Live Visuals) − 3:36